# Rajd Madery 1983
Rajd Madery 1983 (24. Rali Vinho da Madeira) – 24. edycja rajdu samochodowego Rajd Madery rozgrywanego we Portugalii. Rozgrywany był od 5 do 7 sierpnia 1983 roku. Była to dwudziesta dziewiąta runda Rajdowych Mistrzostw Europy w roku 1983 (rajd miał najwyższy współczynnik – 4) oraz dziewiąta runda Rajdowych Mistrzostw Portugalii.

## Klasyfikacja rajdu
| Miejsce                      | Kierowca                     | Pilot                        | Samochód                        | Czas                         | Strata                       |                              |
| Klasyfikacja generalna i ERC | Klasyfikacja generalna i ERC | Klasyfikacja generalna i ERC | Klasyfikacja generalna i ERC    | Klasyfikacja generalna i ERC | Klasyfikacja generalna i ERC | Klasyfikacja generalna i ERC |
| ---------------------------- | ---------------------------- | ---------------------------- | ------------------------------- | ---------------------------- | ---------------------------- | ---------------------------- |
| 1.                           | Miki Biasion                 | Tiziano Siviero              | Lancia 037 Rally                | 5:12:19                      | 0.0                          |                              |
| 2.                           | Patrick Snijers              | Dany Colebunders             | Porsche 911 SC RS               | 5:24:58                      | +12:39                       |                              |
| 3.                           | Antonella Mandelli           | Tiziana Borghi               | Lancia 037 Rally                | 5:31:45                      | +19:26                       |                              |
| 4.                           | Joaquim Santos               | Miguel Oliveira              | Ford Escort RS 1800 MKII        | 5:32:37                      | +20:18                       |                              |
| 5.                           | Jon Woodner                  | Neil Wilson                  | Talbot Sunbeam Lotus            | 5:40:16                      | +27:57                       |                              |
| 6.                           | Manuel Gomes Pereira         | José Nobre                   | Renault 5 Turbo "Tour de Corse" | 5:41:38                      | +29:19                       |                              |
| 7.                           | Jorge Ortigão                | Pedro Perez                  | Toyota Starlet 1.3S             | 5:47:59                      | +35:40                       |                              |
| 8.                           | João Luís Rodrigues          | Miguel Jardim                | Ford Escort RS 1800 MKII        | 5:51:02                      | +38:43                       |                              |
| 9.                           | Manuel Acosta Guerrero       | Antonio Rivero Suarez        | Toyota Starlet                  | 5:57:02                      | +44:43                       |                              |
| 10.                          | Jean-Luc Marteil             | Philippe Bellanger           | Citroën Visa Trophée            | 5:58:22                      | +46:03                       |                              |